# Basiprionota rugosipennis
Basiprionota rugosipennis es un coleóptero de la familia Chrysomelidae.
Fue descrita científicamente por primera vez en 1901 por Spaeth.